# 迈森海姆 (莱茵兰-普法尔茨州)
迈森海姆（德語：Meisenheim，發音：[ˈmaɪzn̩haɪm] ⓘ）是德国莱茵兰-普法尔茨州巴特克罗伊茨纳赫县的城市，面积为10.33平方千米，2023年12月31日人口为2,836人。